# Rajd Madery 1985
Rajd Madery 1985 (26. Rali Vinho da Madeira) – 26. edycja rajdu samochodowego Rajd Madery rozgrywanego we Portugalii. Rozgrywany był od 2 do 4 sierpnia 1985 roku. Była to trzydziesta druga runda Rajdowych Mistrzostw Europy w roku 1985 (rajd miał najwyższy współczynnik – 4) oraz ósma runda Rajdowych Mistrzostw Portugalii.

## Klasyfikacja rajdu
| Miejsce                      | Kierowca                     | Pilot                        | Samochód                        | Czas                         | Strata                       |                              |
| Klasyfikacja generalna i ERC | Klasyfikacja generalna i ERC | Klasyfikacja generalna i ERC | Klasyfikacja generalna i ERC    | Klasyfikacja generalna i ERC | Klasyfikacja generalna i ERC | Klasyfikacja generalna i ERC |
| ---------------------------- | ---------------------------- | ---------------------------- | ------------------------------- | ---------------------------- | ---------------------------- | ---------------------------- |
| 1.                           | Salvador Servià              | Jordi Sabater                | Lancia 037 Rally                | 4:42:58                      | 0.0                          |                              |
| 2.                           | Andrea Zanussi               | Sergio Cresto                | Lancia 037 Rally                | 4:44:07                      | +1:09                        |                              |
| 3.                           | Dario Cerrato                | Giuseppe Cerri               | Lancia 037 Rally                | 4:44:25                      | +1:27                        |                              |
| 4.                           | Joaquim Moutinho             | Edgar Fortes                 | Renault 5 Turbo "Tour de Corse" | 4:56:23                      | +13:25                       |                              |
| 5.                           | Terry Kaby                   | Kevin Gormley                | Nissan 240RS                    | 5:04:06                      | +21:08                       |                              |
| 6.                           | Yves Loubet                  | Jean-Bernard Vieu            | Alfa Romeo Alfetta GTV6         | 5:12:24                      | +29:26                       |                              |
| 7.                           | Carlos Bica                  | João Sena                    | Ford Escort RS 1800 MKII        | 5:19:36                      | +36:38                       |                              |
| 8.                           | Francis Roussely             | Patrick Fromont              | Porsche 911 SC                  | 5:22:59                      | +40:01                       |                              |
| 9.                           | Fabien Doenlen               | Evelyne Merciol              | Peugeot 205 GTI 1.6             | 5:28:58                      | +46:00                       |                              |
| 10.                          | Patricia Bertapelle          | Pascale Bertapelle           | Peugeot 205 GTI 1.6             | 5:35:10                      | +52:12                       |                              |